# Proveedor de la Corte Imperial y Real

Los proveedores podían distinguirse oficialmente con el escudo imperial.

Un proveedor de la Corte Imperial y Real (en alemán: kaiserlicher und königlicher Hoflieferant o K.u.k. Hoflieferant) era, durante el Imperio austrohúngaro, un proveedor de mercancías o de servicios, pudiendo ser a partir de 1911 una empresa, que se beneficiaba de una autorización especial, otorgada por un privilegio imperial, que le permitía suministrar mercancías y servicios a la Corte de Viena.
La consideración del privilegio imperial podía ser pública o privada. Si las mercancías entregadas a la Corte fueran importadas, se acordaba una exoneración de impuestos.

## Descripción
Hay que establecer una distinción entre empresas pertenecientes a la Corte y las empresas privadas. Con anterioridad al Compromiso Austrohúngaro de 1867 que fundó la doble monarquía, una empresa se denominaba proveedor imperial-real (kaiserlich-königlicher Hoflieferant) o simplemente proveedor imperial (kaiserlicher Hoflieferant). En cada rama solamente recibían este título las empresas cuyos productos se caracterizaban por la excelencia de su calidad. De este modo el título de proveedor de la Corte Imperial y Real era una etiqueta que indicaba la mayor calidad, la mayor distinción que podía entonces alcanzarse.
En el momento de apogeo del Imperio austrohúngaro, solo en Viena había más de 500 proveedores, otros se encontraban en Bad Ischl, Budapest, Karlovy Vary, Praga, etc. Se calcula que en total había 2500 empresas. Hoy en día, algunas de ellas han conservado y utilizan aún este título y en Viena existen todavía alrededor de dos docenas.